# Diadiplosis tortuosa
Diadiplosis tortuosa är en tvåvingeart som först beskrevs av Harris 1968.  Diadiplosis tortuosa ingår i släktet Diadiplosis och familjen gallmyggor.
Artens utbredningsområde är Nigeria. Inga underarter finns listade i Catalogue of Life.